# Associazione Calcio Trento 1984-1985
Questa voce raccoglie le informazioni riguardanti l'Associazione Calcio Trento nelle competizioni ufficiali della stagione 1984-1985.

## Rosa
| N. |                   | Ruolo | Calciatore         |
| -- | ----------------- | ----- | ------------------ |
|    | Italia (bandiera) | A     | Virginio Araldi    |
|    | Italia (bandiera) | D     | Alfredo Bencardino |
|    | Italia (bandiera) | P     | Alberto Betta      |
|    | Italia (bandiera) | D     | Luciano Castioni   |
|    | Italia (bandiera) | D     | Walter Dal Dosso   |
|    | Italia (bandiera) | C     | Manuele Domenicali |
|    | Italia (bandiera) | A     | Marco Fabrizi      |
|    | Italia (bandiera) | D     | Franco Gabrieli    |
|    | Italia (bandiera) | D     | Livio Gardiman     |
|    | Italia (bandiera) | D     | Ezio Glerean       |

| N. |                   | Ruolo | Calciatore             |
| -- | ----------------- | ----- | ---------------------- |
|    | Italia (bandiera) | A     | Salvatore Lo Manno     |
|    | Italia (bandiera) | C     | Piergiorgio Lutterotti |
|    | Italia (bandiera) | P     | Günther Mair           |
|    | Italia (bandiera) | A     | Stafano Marchetti      |
|    | Italia (bandiera) | D     | Pierluigi Massimi      |
|    | Italia (bandiera) | D     | Marco Ricci            |
|    | Italia (bandiera) | D     | Roberto Salvalaio      |
|    | Italia (bandiera) | C     | Gianclaudio Soldati    |
|    | Italia (bandiera) | A     | Giorgio Telch          |